# Ibanda
Ibanda  este un oraș  în  Uganda. Este reședinta  districtului Ibanda.